# Mónada (gnosticismo)
La Mónada es, en muchos sistemas gnósticos (y heresiológicos), uno de los términos por los que se conoce al Ser Supremo, también llamado el Uno, el Absoluto, Teleos Aion (el Eón perfecto, αἰών τέλεος), Bythos (la Profundidad o la Gran Profundidad, Βυθός), Proarchē (Antes del Inicio, προαρχή ), Hē Archē (el Comienzo, ἡ ἀρχή) o el Padre Inefable.

## Concepto
El Uno es la fuente primordial del pléroma, la región de la luz. Las diversas emanaciones del Uno se llaman eones.
En determinadas variaciones del gnosticismo, especialmente las inspiradas por Monoimo, la Mónada era el dios supremo que creó dioses menores o elementos (similares a eones).
En algunas versiones del antiguo gnosticismo, especialmente las derivadas de Valentín el Gnóstico, una deidad menor conocido como el Demiurgo tuvo un papel en la creación del mundo material, adicionalmente a la función de la Mónada. En estas formas de gnosticismo, el Dios del Antiguo Testamento a menudo se considera que fue el Demiurgo, no la Mónada o, a veces, diferentes pasajes se interpretan referidas a una o a otro. 
Esta Mónada es la fuente espiritual de todo lo que emana del pléroma y puede ser contrastada con la oscuridad de la materia pura.

## Historia
Según Hipólito de Roma, este punto de vista fue inspirado por los pitagóricos, que llamaron a la primera cosa en existir, la mónada, que engendró a la díada, que engendró a los números, que engendró el punto, generando líneas o finitud, etc. Los filósofos neopitagóricos y neoplatónicos como Plotino y Porfirio condenaron el gnosticismo por su tratamiento de la Mónada o el Uno.
Durante mucho tiempo, persistió la leyenda según la cual, un joven con el nombre de Epifanio fue el líder del gnosticismo monádico y murió a los diecisiete años. Sin embargo, los especialistas piensan que esta leyenda puede haber surgido de la mala comprensión de la palabra griega epiphanēs que puede haber sido confundida como el nombre de una persona, cuando en realidad, en griego significa «distinguido».